# Castillo de Záitegui
El castillo de Záitegui (en euskera: Zaitegiko gaztelua) fue un castillo situado en la localidad de Záitegui, municipio de Cigoitia, en el territorio histórico de Álava, sobre cuyas ruinas se erigió en el siglo XVI una ermita dedicada a San Bitor, anacoreta alavés.

## Localización
Se ubicaba en lo alto del monte Arratobe (o San Victor/Bitor) a 772 metros de altitud, y a 10 km de Vitoria o apenas kilómetro y medio de las localidades de Zaitegi, al norte, y Letona, al este, con el objetivo de controlar el paso de Murguía hacia Vizcaya, así como las vías adyacentes al monte Gorbea.

## Descripción
Hoy en ruinas, el castillo se componía de un torreón de planta pentagonal situado en el extremo oriental de la cumbre. En su interior se encontraba un aljibe con un canal subterráneo. En la posterior construcción de la ermita aprovecharon uno de los muros. El entorno de la torre principal estaba cerrado por un recinto amurallado con torres cilíndricas.

## Historia

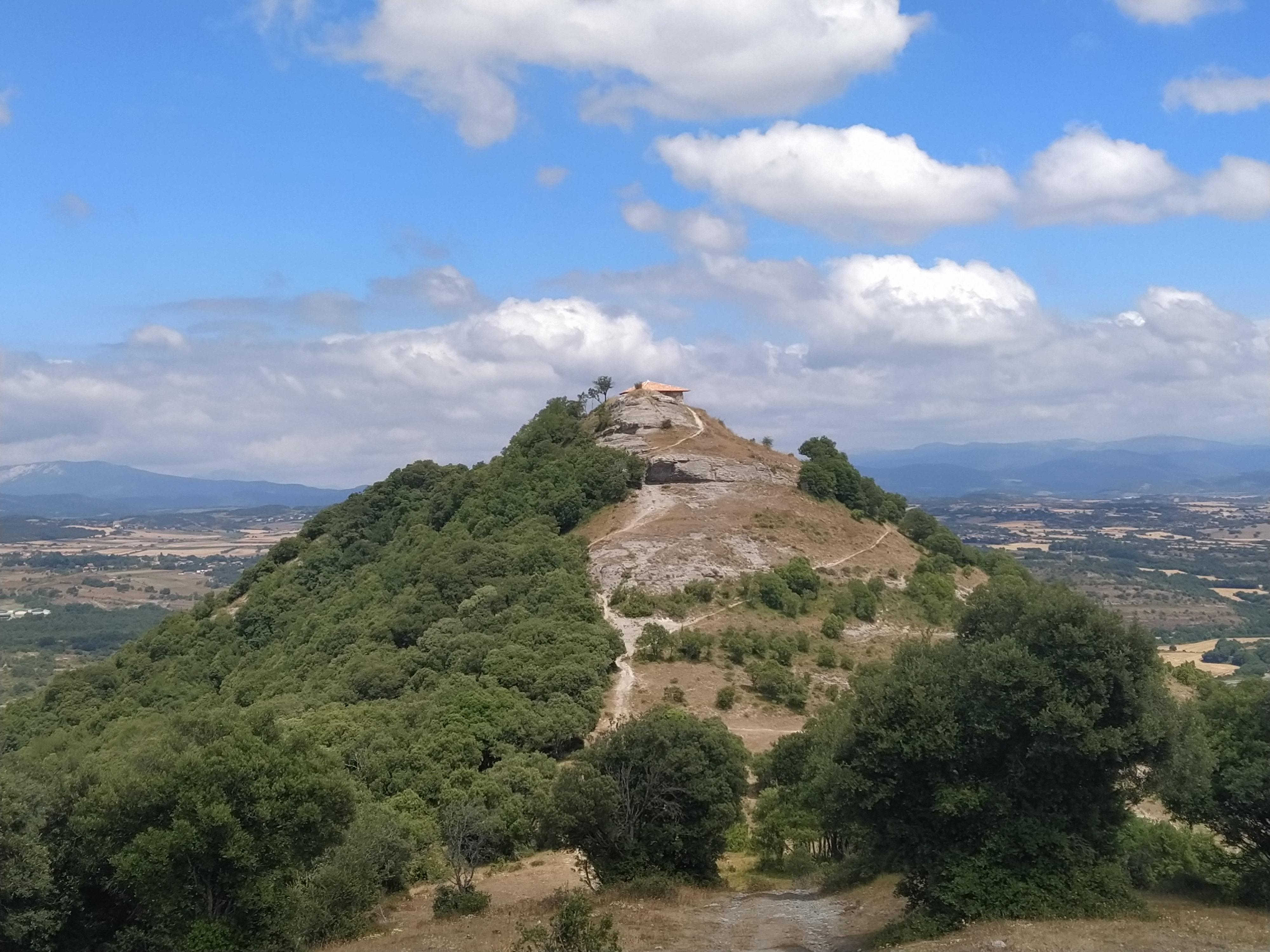
Vista del emplazamiento desde el oeste.

La construcción del castillo de Záitegui entre 1188 y 1189, y el establecimiento de esta posición como tenencia del reino de Navarra, responde a la necesidad de Sancho VI de Navarra, el Sabio, de proteger la frontera occidental del reino tras los acuerdos de 1179 entre Castilla y Navarra para delimitar sus fronteras. En este sentido, también se había fundado en 1181 la ciudad de Vitoria sobre una antigua aldea llamada Gasteiz.
Existen documentados al menos cuatro tenentes durante este período, en su mayoría ligados a la casa de los Mendoza, y su misión era la de ejercer la autoridad real en el territorio.
En 1199, Alfonso VIII de Castilla inicia el asedio a Vitoria que se prolongará ocho meses, durante los cuales toma la tenencia de Zaítegui, la más próxima, y Aitzorrotz, en el norte. Esta campaña castellana consigue no solo la anexión de la llanada alavesa, sino también del Duranguesado y Guipúzcoa.
Tras el abandono del castillo en los siglos posteriores, los vecinos de Letona y Záitegui construyeron la ermita en honor a San Bitor en el siglo XVI permaneciendo en uso hasta finales del siglo XX a causa de un incendio.
En 2019, el tejado y el resto de la ermita son rehabilitados.